# DreamHack
DreamHack（ドリームハック）はスウェーデン・ストックホルムに本社をおき、同名の世界最大LANパーティーを運営する会社。ESLゲーミングの完全子会社。

## 概要
ドリームハックは、1990年代初頭ある小学校の地下室で始まったとされ、その後食堂で行われるようになり、1997年スウェーデン最大のLANパーとして定着され、2002年から年2回開催。2013年冬大会には同時接続数17,403個というギネス世界記録に認定された。
2015年から北米でも行われるようになり、MTGの傘下となる。
参加者の平均年齢は十代後半とされている。しかし近年は韓国勢が躍進しているという。
2011年冬大会ではLeague of Legends World Championship第一回大会が併催。後に独立した。
2023年5月13日-14日には、幕張メッセにて「DreamHack Japan 2023 Supported by GALLERIA」が開催された。